# Castillo de Salvatierra de Miño
El castillo de Salvatierra, también conocido como castillo de Dona Urraca, se localiza en el municipio de Salvatierra de Miño, en la comunidad autónoma de Galicia, España.
Se yergue en lo alto de un monte, en posición dominante sobre el río Miño, en el centro histórico de la población.

## Historia
Sus orígenes se remontan a los siglos X y XI.
Fue escenario de muchos de los enfrentamientos entre Portugal y el Reino de Castilla.
Desde este castillo Doña Urraca dirigió en 1121, apoyada por Diego Gelmirez, el ataque contra su hermana Teresa de León, que se proclamara reina de Portugal.
En 1479 Pedro Madruga se defendió en este castillo del ejército enviado en su contra por el arzobispo Alonso II de Fonseca.

### Guerra de Restauración portuguesa
Dentro del contexto de la Guerra de Restauración portuguesa el castillo perteneció a Portugal entre 1642 y 1659, una vez que su señor, García Sarmiento de Sotomayor, conde de Salvatierra, dejara como alcaide del castillo a su amigo el portugués Gregorio Lopes de Puja, quien le traicionó entregando la plaza a João Rodrigo de Vasconcelos e Sousa, conde de Castelo Melhor, el cual tomó posesión de la misma tras cruzar el río Miño el 15 de agosto de 1643, no sin enfrentamientos con las gentes del lugar.
En manos portuguesas se mejoran las defensas del castillo, construyendo nuevas murallas y reforzando los baluartes, convirtiéndolo en una fortaleza casi inexpugnable.
Las tropas españolas, para tratar de recuperar Salvatierra deben cercar la fortaleza, para lo que han de hacerse con la fortaleza de Monçao, del lado portugués, de modo que puedan cortar la retaguardia al enemigo y aislarlo.
Para preparar la operación de asalto a Monçao los españoles levantan las fortificaciones del Fuerte de Santiago de Aitona, Fortaleza de Fillaboa, y la Atalaya de San Pablo de Porto.
La Fortaleza de Fillaboa, aun en obras, fue arrasada por 2.000 infantes y 50 caballeros portugueses, siendo reconstruida inmediatamente por los españoles. La Atalaya de San Pablo, pocos meses después de ser concluida, también fue atacada y destruida por los portugueses, para ser reconstruida por los españoles.
A pesar de las numerosas escaramuzas portuguesas estas fortificaciones terreras cumplen con su función en el asalto a Monçao, que cae el 7 de febrero de 1659 ante el ataque español apoyado por la artillería del Fuerte de Santiago de Aitona.
Con Monçao en manos españolas las tropas portuguesas se encuentran cercadas en Salvatierra, por lo que capitularán diez días después.
Tras la victoria española las fortificaciones auxiliares pasan a ser un peligro, pues podrían servir a una contraofensiva portuguesa, por ese motivo la Junta de Guerra determina, el 29 de mayo de 1659, la demolición del Fuerte de Santiago de Aitona y la Fortaleza de Fillaboa, dejando solamente la Atalaya de San Pablo de Porto en pie.

## Actualidad
En 1949 la Fortaleza de Salvatierra es declarada Bien de Interés Cultural.
En época reciente el ayuntamiento de Salvatierra de Miño se hizo con la propiedad del castillo e inició un plan de rehabilitación todavía no concluido. A pesar de ello la fortaleza se encuentra en buen estado de conservación, abierta al acceso público como espacio cultural.
Forma parte del Programa Fortrans aprobado en 2006 con el objetivo de recuperación y revalorización de las fortalezas fronterizas en ambas márgenes del río Miño.

## Características

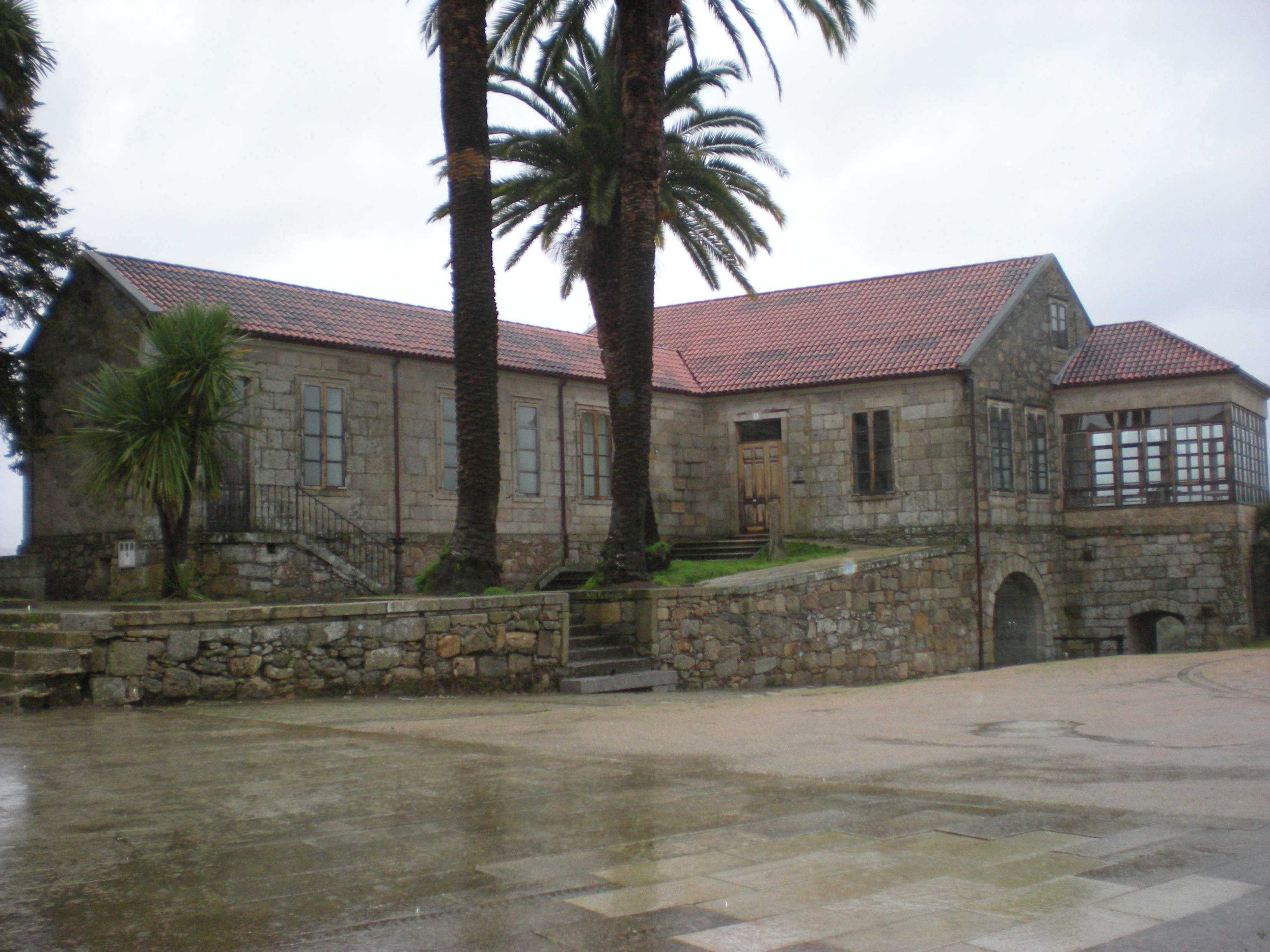
Pazo de Doña Urraca

El conjunto ocupa una superficie de 9.700 metros cuadrados, ocupados por el recinto amurallado con sus garitas, la Casa del Conde, el Pazo de Doña Urraca y la Capilla de la Virgen de la Oliva. Del siglo XII se conservan las llamadas Cuevas de Doña Urraca, con su escalera de caracol.
La Capilla de la Virgen de la Oliva presenta planta rectangular y está recubierta de teja en varias vertientes. Aparece blasonada con una representación de la Virgen y está coronada por una cruz y pináculos en estilo barroco con bolas.